# Ventilación Mecánica Domiciliaria
La ventilación mecánica domiciliaria (VMD) es un soporte vital que se utiliza en el tratamiento de pacientes que padecen insuficiencia respiratoria crónica grave. El uso de VMD se hace con el fin de mejorar la calidad de vida de los pacientes y de sus familiares, ya que el estar en hospital suele ser desgastante para ambas partes, para ello es importante que se cuente con un diseño adecuado para las necesidades del paciente. El proceso de la VMD es muy complejo, pues es recomendado que antes de que se lleve a cabo dentro del hogar del paciente, se realice en un área intrahospitalaria o externa (la que deberá contar con todo el equipo, personal e infraestructura adecuada), en la cual se les instruya tanto al paciente como a sus familiares o sus cuidadores cómo es que se realizarán los diferentes cuidados que se requerirán, el porqué de la utilización de la ventilación mecánica y cómo es que esta se llevará a cabo. Esto se hace con el fin de que se vaya acoplando y conociendo todo lo relacionado con este proceso, como lo son el equipo, los cuidados y el tratamiento, pero aún más para ver si la evolución en el paciente es la correcta, y así poder definir si es candidato para poder llevar a cabo la VMD en su hogar.
Cuando el médico se cerciore de que el paciente está acoplado al ventilador y tiene una estabilidad médica, se podrá planificar junto con sus familiares, el traslado y tratamiento para llevar a cabo la VMD. Es de vital importancia que los familiares y/o cuidadores de paciente, conozcan lo básico del ventilador como los parámetros, el suministro de electricidad, las alarmas, la limpieza y su mantenimiento.

## Historia
La Ventilación mecánica tiene como fin la sustitución parcial o tal de la función de los pulmones en personas con problemas de insuficiencia respiratoria (IR) causados por alguna patología. Esta es una forma terapéutica que se ha venido utilizando desde el siglo XX, pero en algunos casos es requerida por una mayor prolongación de tiempo, debido a que en algunos pacientes pueden darse complicaciones asociadas a algún evento ocurrido dentro del transcurso de su evolución o a que su patología inicial así lo requiere. En algunas ocasiones esta puede ser permanente o definitiva, (según lo requiera el paciente). En el caso de pacientes con problemas de insuficiencia respiratoria crónica hipercápnica o con enfermedades con problemas neuromusculares, se requiere que la ventilación mecánica sea prolongada.
Loa avances tanto tecnológicos como médicos que ha surgido al paso de los años, han logrado que la ventilación mecánica intrahospitalaria deje de ser la única opción para aquellos pacientes que padecen de insuficiencia respiratoria y por lo cual son dependientes a un apoyo ventilatorio. En la actualidad, se puede manejar a un paciente con ventilación mecánica en su propio hogar, siempre y cuando se cumpla con los requisitos y cuidados adecuados.

## Beneficios
Los beneficios de la ventilación mecánica domiciliaria van desde los individuales hasta los colectivos, como lo son:
- Disminución en el riesgo de contracción de enfermedades nosocomiales
- Mejoramiento en la calidad de vida del pacientes
- Disminución en los síntomas de la patología
- Aumento de esperanza de vida
- Disminución en los costos sanitarios
- Reducción en el ingreso a hospitales de este tipo de pacientes

## Domicilio
Es importante que el domicilio en donde se instalara al paciente, cuente con los recursos económicos y la infraestructura necesaria, para poder adaptar el equipo necesario, con el fin de que se pueda proporcionar una buena calidad de vida al paciente, sin que se afecte la de la familia. Se debe contar con requisitos como
- Un espacio adecuado
- Factores de higiénicos-sanitarios
- Un buen suministro de los servicios básicos (agua, luz, teléfono)

## Equipo

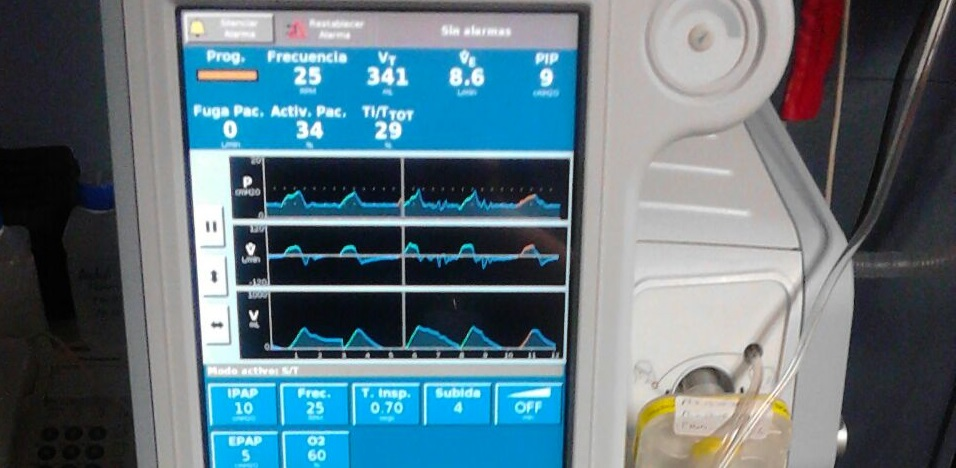

Debido al avance tecnológico, en la actualidad existen una gran variedad de ventiladores, los cuales cuentan con diferentes tipos de capacidades que cubren las necesidades de los pacientes. El equipo que se requiere para uso de la VMD, puede adquirirse de varias formas: comprado o mediante la prestación o renta de los servicios. El equipo que no esté disponible para adquirirse de manera comercial, el hospital deberá suministrarlo, pero solo deberá ser en necesario para llevar a cabo la VMD.
Selección del ventilador y modo
Por lo general, los pacientes que manejan la VMD son pacientes conscientes, por lo que manejan una VMNI (ventilación mecánica no invasiva). Lo ideal es que se adquiera un ventilador que se ajuste al presupuesto financiero, y sobre todo a las necesidades que desea cubrir el paciente, pues el uso varia según la patología, esto quiere decir que algunos pacientes requieren solo un uso periódico del ventilador (generalmente nocturnos) y otros, requieren una mayor dependencia, por lo cual su ventilador deberá tener un soporte mecánico mayor. El ventilador deberá contar con las siguientes características:

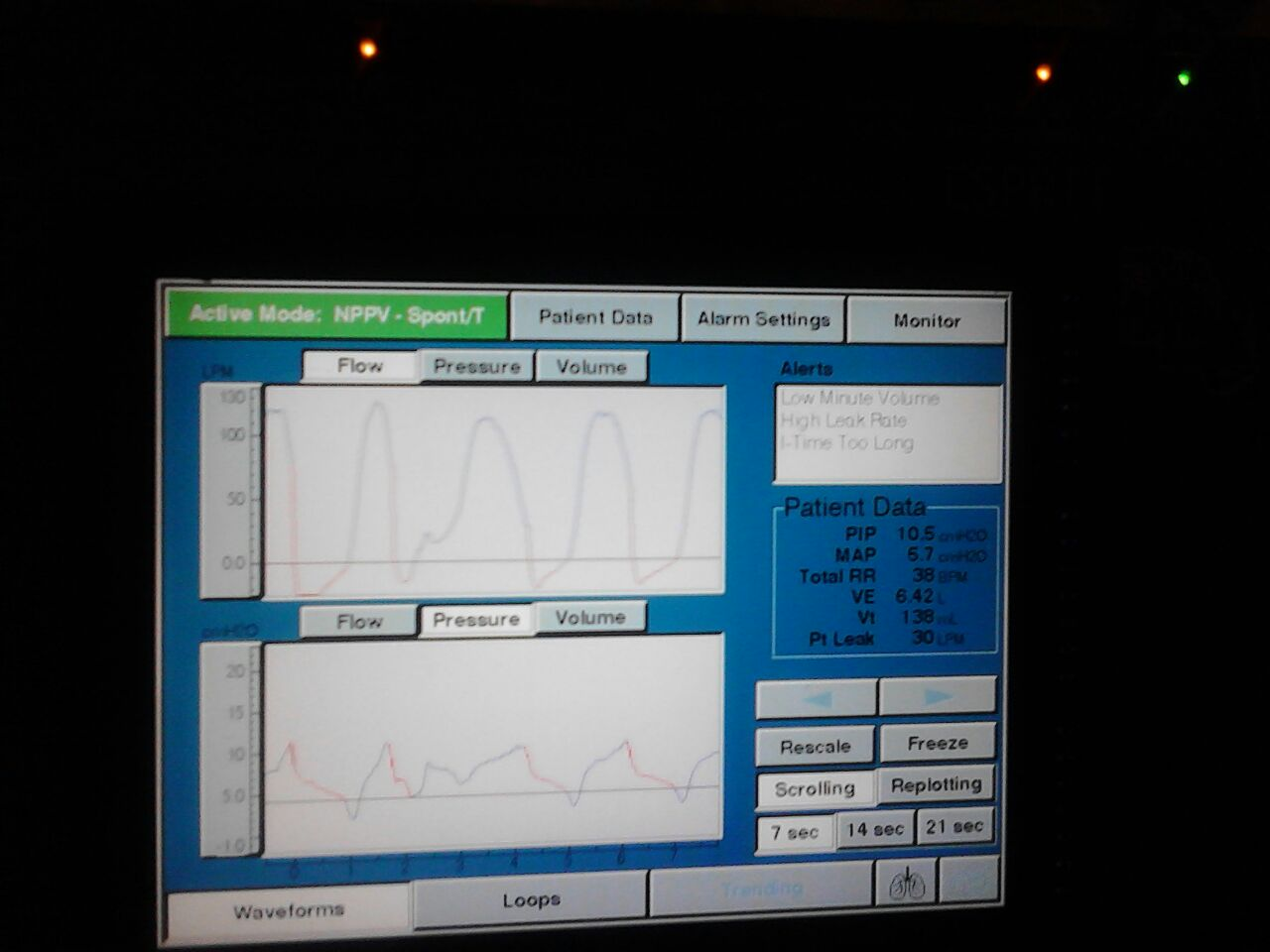

- Que maneje las modalidades que el paciente requiera ya sea CEPAP o BIPAP.
- Que maneje flujos altos y bajos dependiendo de lo que requiera el paciente.
- Que cuente con un sistema de seguridad de alarmas, donde se detecte fallas en el equipo o en la mecánica del paciente.
- Batería interna, para que en el caso de que haya un fallo en el suministro de electricidad, no se quede sin funcionar.
- Monitores. Para llevar un mejor control ventilador-paciente (volumen corriente, presiones, frecuencia respiratoria, FiO2, etc.) y tener un mejor control en las alarmas.
- Complementarias para VMI. Presión positiva al final de la espiración (PEEP), el cual es un parámetro extra que ayudara a que exista un mejor intercambio gaseoso y reducir la atelectasias.

Trigger. Parámetro de sensibilidad que ayuda a que se ejercite los músculos accesorios del paciente y que este comience a tener un mayor automatismo (siempre y cuando la patología así lo permita).

## Accesorios para VMNI
- Mascarilla (nasal, naso-oral) debe ser ligera. Hermética, flexible, transparente, con una válvula espiratoria no ruidosa y económica.

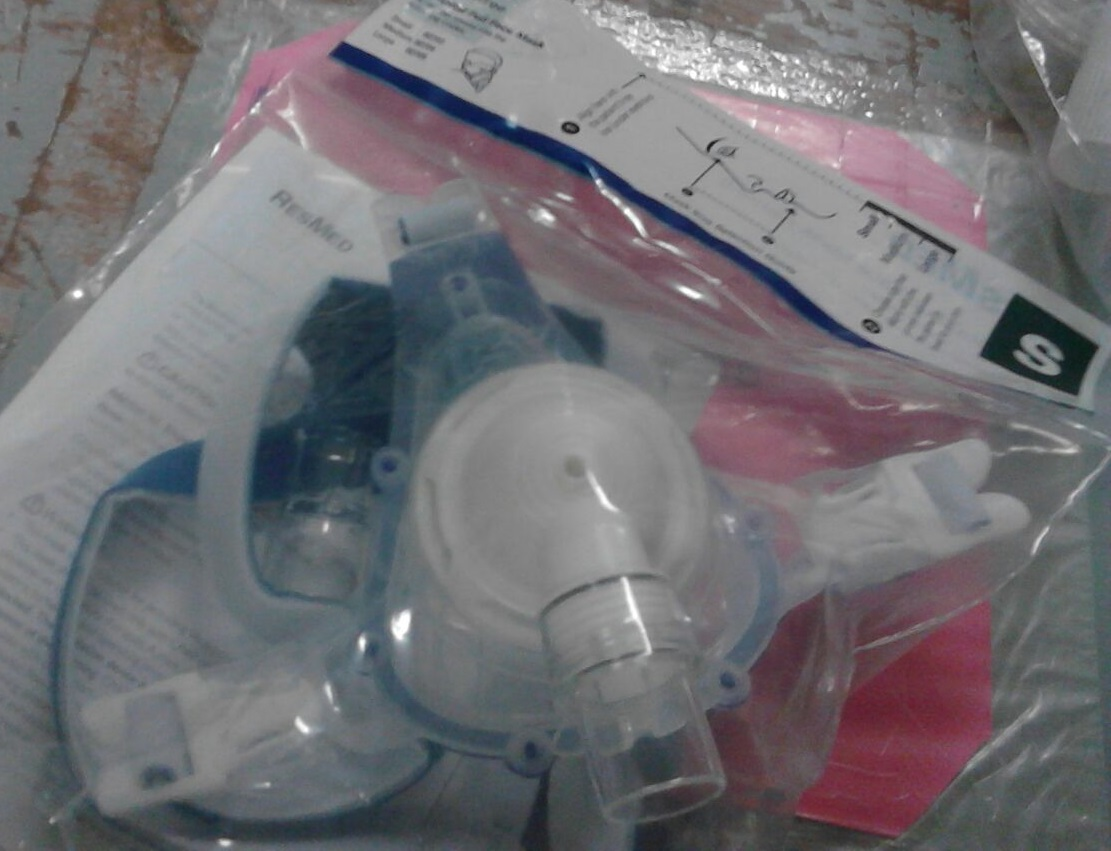

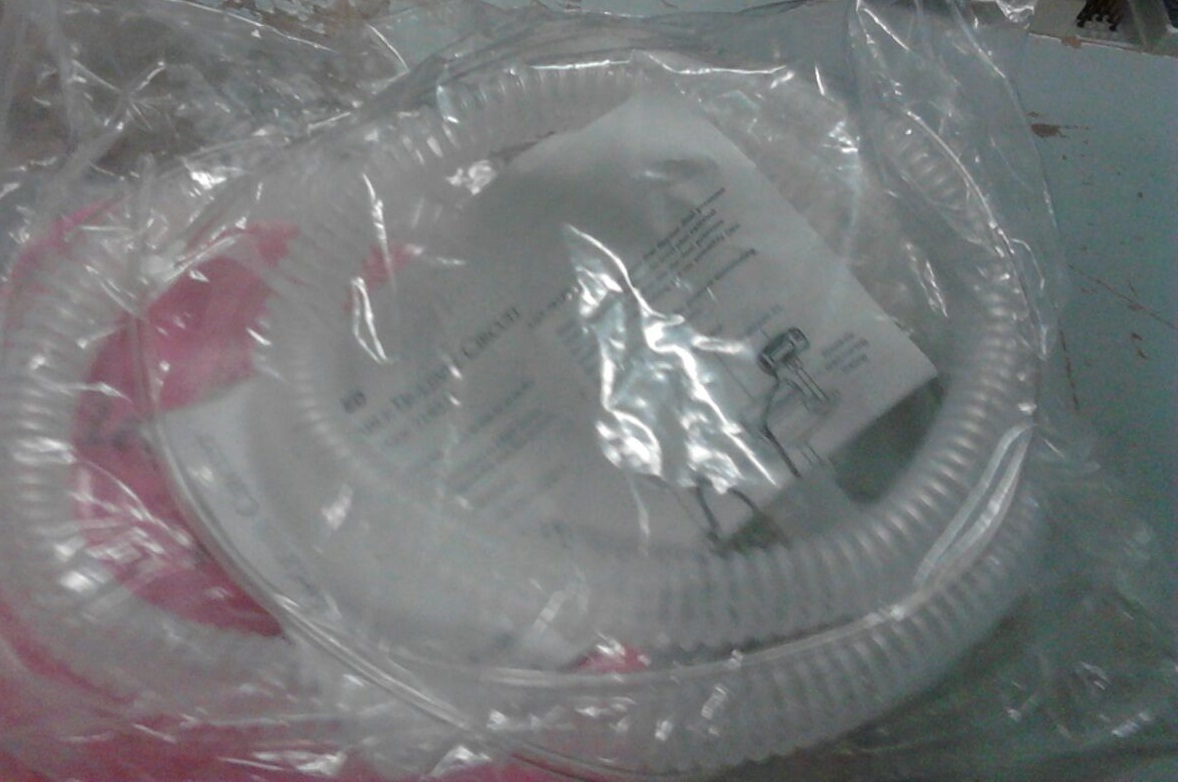

- Arnés
- Circuito
- Ambú
- Oxímetro de pulso

## Parámetros
Los parámetros se elegirán de acuerdo con la patología que tenga cada paciente, y de acuerdo con la evolución que tengan, pero el objetivo es alcanzar un Volumen Corriente de 10 a 15 mL/kg, una FiO2 al inicio de 100, con el fin de ir disminuyéndola hasta que el paciente se adapte a un flujo de oxígeno no tan elevado para evitar así la toxicidad por oxígeno. Otro parámetro importante es la relación I/E, se seguirá de 1:2, con el fin de alcanzar el fisiológico. La frecuencia respiratoria, de 18 a 20.